# Hawa (Syria)
Hawa (arab. حوا) – wieś w Syrii, w muhafazie Idlib. W 2004 roku liczyła 960 mieszkańców.